# 大阪地鐵400系電聯車
大阪地鐵400系（日語：大阪メトロ400系／Ōsaka Metoro 400-kei）是日立製作所為大阪地鐵建造的電動動車組（EMU）。於2023年6月25日投入使用，共建造23列6編組列車。

## 運營
總共23列6編組列車將於2025年世博會之前推出，並取代中央線上目前使用的20系和24系列車。400系是大阪市交通局私有化后訂購的首個新型大阪地鐵機車車輛類型。

## 設計
400系的設計由奧山清行監督。 

### 外部
400系的外觀設計類似於宇宙飛船，具有八邊形前端和四個角上的車頭燈組。400系是考慮到2025年世博會、高水平的舒適性和安全性、可達性以及「乘坐樂趣」而開發的。此外，該列車的地板高度將低於其前身，並且優先座的標記更加清晰。該列車採用鋁合金作為車身結構。

### 内部
內飾採用沉穩的色調，縱向座椅採用多種色調。
大部分普通座位由直排5人座組成，為綠色系；優先座為直排3人座，以藍色系標示。乘客信息顯示幕將提供以日語、英語、中文和韓語顯示的乘車資訊及廣告。 
400系的行李架比其他列車類型低0.39英寸。

## 編成表
|          | ←宇宙廣場方向長田・学研奈良登美丘方向→ |        |        |        |        |        |
| 車號     | 1                                      | 2      | 3      | 4      | 5      | 6      |
| 車輛編號 | 409-01                                 | 402-01 | 403-01 | 408-01 | 401-01 | 406-01 |

## 歷史
大阪地鐵於2021年12月9日首次正式宣佈這些400系列車於2022年開始生產，並於當年10月從日立製作所加佐登工廠交付了第一台。2022年12月7日，大阪地鐵向媒體推出了首列400系。為了三年後舉辦的2025年世界博覽會，將睽違12年導入全新400系新型電車，其特點為車頭的設計打造出像宇宙船般的觀景窗，車廂內液晶螢幕加入英語、中文、韓語、日語等語言，並廢除懸掛式車廂廣告。
400系原計劃於2023年4月投入使用。然而，其投入服務被推遲到2023年6月25日在即將生產的23列中，預計有12列將於2023年投入使用。